# Back in My Life
Back in My Life è un singolo del gruppo musicale olandese Alice DeeJay, pubblicato nel novembre 1999 come secondo estratto dall'unico album in studio Who Needs Guitars Anyway?.

## Successo commerciale
Il singolo ottenne successo a livello mondiale.

## Video musicale
Il videoclip è stato girato in una spiaggia, vicino ad una cascata e all'interno di una chiesa.

## Classifiche
| Paese             | Posizione più alta |
| ----------------- | ------------------ |
| Australia         | 19                 |
| Austria           | 28                 |
| Belgio (Fiandre)  | 11                 |
| Belgio (Vallonia) | 12                 |
| Brasile           | 50                 |
| Finlandia         | 10                 |
| Francia           | 11                 |
| Germania          | 17                 |
| Irlanda           | 5                  |
| Islanda           | 18                 |
| Italia            | 20                 |
| Norvegia          | 1                  |
| Paesi Bassi       | 5                  |
| Regno Unito       | 5                  |
| Svezia            | 4                  |
| Svizzera          | 19                 |
| Ungheria          | 5                  |